# Belén Arrojo
María Belén Arrojo Jiménez (Granada, 8 gennaio 1995) è una cestista spagnola.

## Carriera
Con la Spagna ha disputato i Campionati mondiali del 2018.